# Epiclore
Epiclore — финская англоязычная метал-группа.

## История группы
Epiclore был основан в Апреле 2000 года, Олли и Пану Хурскайнен. Олли играл на всех инструментах кроме ударных, в то же время Пану работал над первым демо. Первоначальное название группы было «Endeavour». Первый демоальбом «Eulogy» был записан в их школьном музыкальном классе и был выпущен в мае 2000-го. Две песни из демоальбома также вошли в сборник «Lyysseo Roxx 2000 (Millenium Edition)» созданный в их школе…
Вскоре после выпуска первого альбома, в группу присоединились Петри Пулли (клавишник) и Эрчи Пиетила (бас гитарист). Новые песни можно было услышать в следующем демоальбоме «Dream Once More», который был выпущен 22 января 2001-го. Как раз перед выпуском, они решили изменить название группы, поскольку существует по крайней мере две группы с таким же именем. Они согласовали, и решили что новое имя будет «Epiclore» (как комбинация слов 'epic' и 'lore') чувствуя, что это наилучшим образом будет повествовать о жанре музыки которую они играют.
В течение весны 2001-го, были написаны и выложены на официальный сайт две песни: «Fatherland» и «The Resignation of False Arts», эти песни также были внесены в сборник «Lyysseo Rock Collection» 2001 года выпуска. В июле Олли отправился нести службу на год. Спустя некоторое время, группа выпустила третий альбом — «Grace Upon The Realm» (13.10.2002), который включал в себя последние две песни и ремейки некоторых старых песен.
Вскоре некоторых из участников постигла та же учесть что и Олли, это изрядно повлияло на работу группу. Тем не менее, творческий процесс продолжался, и в августе 2005-го был завершен альбом «Into Demise and Victory», содержащий самый длинный трек в истории группы — «29-минутное эпическое повествование». Этот альбом стал первым, выпущенным в CD формате.
А на сегодняшний день последним альбомом считается «Labyrinth Alpha» вышедший в Январе 2008 года.

## Состав
- Olli Hurskainen — гитары, вокал, клавишные
- Panu Hurskainen — ударные
- Petri Pulli — клавишные
- Ercci Pietila — бас-гитара

## Дискография
- Eulogy (2000) (с названием группы — «Endeavour»)[1]
- Dream Once More (2001)[2]
- Grace Upon the Realm (2002)[3]
- Into Demise and Victory (2005)[4]
- Labyrinth Alpha (2008)[5]

## Дополнительная информация
Группа Epiclore предоставляет всю свою музыку для скачивания в бесплатном виде, посредством Bittorrent (и не только).
Ссылки на скачивание можно найти на официальном сайте в разделе «The Music».